# Nelson Aerts
Nelson Aerts (* 25. April 1963 in Cachoeira do Sul) ist ein ehemaliger brasilianischer Tennisspieler.

## Karriere
Er feierte seine größten Erfolge im Tennis als Doppelspieler. Sein Karrierehoch im Doppel erreichte er 1990 als Nummer 80 der Welt. Bei den Panamerikanischen Spielen 1991 in Havanna gewann er eine Goldmedaille im Teamwettbewerb. Von 1984 bis 1991 bestritt Aerts fünf Begegnungen für die brasilianische Davis-Cup-Mannschaft.

## Erfolge
| Legende                       |
| Grand Slam                    |
| Tennis Masters Cup            |
| ATP Masters Series            |
| ATP International Series Gold |
| ATP International Series      |
| ATP Challenger Tour (11)      |

### Doppel

#### Turniersiege
| Nr. | Datum              | Turnier            | Belag     | Partner           | Finalgegner                       | Ergebnis      |
| --- | ------------------ | ------------------ | --------- | ----------------- | --------------------------------- | ------------- |
| 1.  | 24. Juli 1989      | Campos do Jordão   | Hartplatz | Fernando Roese    | Stefan Dallwitz Daniel Orsanic    | 6:3, 7:6      |
| 2.  | 7. August 1989     | São Paulo (1)      | Sand      | Fernando Roese    | Dácio Campos Mario Tabares        | 2:6, 6:4, 6:4 |
| 3.  | 9. April 1990      | Brasília           | Teppich   | Fernando Roese    | Simone Colombo César Kist         | 6:3, 7:5      |
| 4.  | 8. Juli 1991       | Gramado            | Hartplatz | Fernando Roese    | Bertrand Madsen Gerardo Martínez  | 6:4, 6:4      |
| 5.  | 22. Juli 1991      | Fortaleza          | Sand      | Danilo Marcelino  | Oliver Fernández Gerardo Martínez | 6:3, 6:4      |
| 6.  | 20. Juli 1992      | Belo Horizonte (1) | Sand      | Alexandre Hocevar | João Cunha e Silva César Kist     | 6:1, 6:7, 6:2 |
| 7.  | 1. August 1994     | Belo Horizonte (2) | Sand      | Danilo Marcelino  | Otávio Della Marcelo Saliola      | 7:5, 6:3      |
| 8.  | 11. August 1997    | Bronx              | Hartplatz | André Sá          | Michael Sell Myles Wakefield      | 4:6, 7:5, 6:1 |
| 9.  | 1. September 1997  | Guadalajara (1)    | Sand      | André Sá          | Alejandro González Óscar Ortiz    | 3:6, 6:2, 6:4 |
| 10. | 22. September 1997 | São Paulo (2)      | Sand      | Bernardo Martínez | Márcio Carlsson Francisco Costa   | 6:0, 6:0      |
| 11. | 17. November 1997  | Guadalajara (2)    | Sand      | André Sá          | Bobby Kokavec Marco Osorio        | 7:6, 6:3      |

#### Finalteilnahmen
| Nr. | Datum             | Turnier        | Belag     | Partner        | Finalgegner                    | Ergebnis |
| --- | ----------------- | -------------- | --------- | -------------- | ------------------------------ | -------- |
| 1.  | 16. Dezember 1985 | Adelaide       | Rasen     | Tomm Warneke   | Mark Edmondson Kim Warwick     | 4:6, 4:6 |
| 2.  | 2. April 1990     | Rio de Janeiro | Teppich   | Fernando Roese | Brian Garrow Sven Salumaa      | 5:7, 3:6 |
| 3.  | 15. Februar 1998  | San José       | Hartplatz | André Sá       | Todd Woodbridge Mark Woodforde | 1:6, 5:7 |